# 로타어 비스키

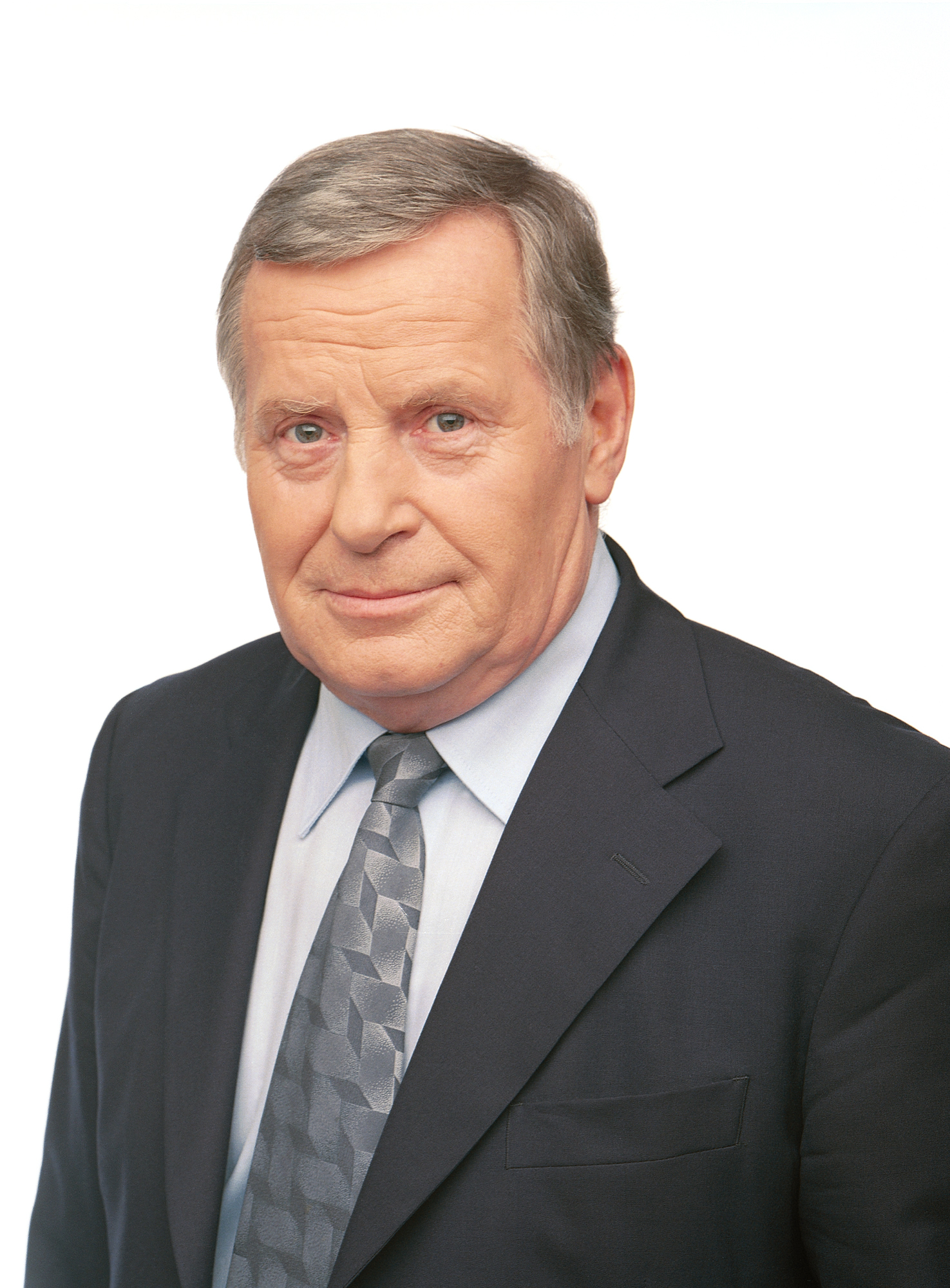
로타어 비스키

로타어 비스키(Lothar Bisky, 1941년 8월 17일 ~ 2013년 8월 13일)는 독일의 정치인이다.

## 생애
비스키는 독일의 포머라니아의 졸브뤼크에서 태어났고 1945년 후에 독일 슐레스비히 홀슈타인 주로 망명을 왔다. 무료 대학 교육을 받기 위해 그는 18살 때 공산 GDR로 이주하였고, 초기에 그는 유산에 대한 의심을 받았지만 그 후 1963년에 사회주의 통일당의 참여가 허용되었다. 그러나 공산주의의 하락과 결과적으로 강경파의 숙청 후 짧은 기간 동안 지도자의 자리에 오르지 않았다. 그는 1986년부터 1990년까지 영화와 텔레비전 대학의 학장 (포츠담 바벨 스 베르크)였다. 1991년 그는 지역 TV 채널 ORB의 이사회의 일원이 되었다.
2013년 8월 13일 라이프지히에서 별세하였다.

## 정치적 업적
1990년 Volkskammer (구 동독의회)의 멤버였던 그는 1990년부터 그는 브란덴부르크 주 의회의 구성원이여 왔다.
그는 1993년부터 유엔 군사 개입을 위한 지원 실행위원회를 타도해 2000년에 사임 할 때까지 PDS의 장이 되었다. 그는 “좌파”가 2002년에 연방 의회에서 의석을 필요로 한 이후 2003년 의장으로 재선 되었다. 비스키는 온건적이며 사회 민주주의를 추구했고, 당의 가장 저명한 인물인 그레고르 기지와 오랫동안 긴밀한 동맹을 맺었다. 그는 수시로 자신의 당내 또는 다른 그룹과의 공적 행사에서 완전 반대의 견해를 가진 당 사이에서 중요한 의견들을 이끌며 그의 능력을 펼쳤다.
좌파당은 2005년 선거에서 의회에 막강한 영향력으로 돌아왔다. 좌파 의원 54명 중 한명인 비스키는 연방 의회의 6명의 부의장 중 한 명이 되기 위해 그의 당에 의해 지명되었다. 그러나, 새로운 연방 의회가 10월 18 일에 구성되었을 때 그는 선출에 3번 실패하였다. 일부 국회의원은 그가 슈타지(Stasi)의 정보 제공자였다는 사실 때문에 선출에 실패했다고 설명했다. 그 후, 4번의 선출 실패 후 부의장 위치를 위한 그의 도전을 포기하고 페트라 파우가 그 자리를 대신 받았다.